# Sueco estonio
El sueco estonio (en sueco: estlandssvenska; en estonio: rannarootsi keel, lit. 'sueco costero') es el nombre de las variedades orientales del sueco que se hablaban en las áreas anteriormente pobladas por suecos de Estonia (conocidas localmente como Aibolandia)  por los suecos estonios locales.
Hasta la evacuación de los suecos estonios cerca del final de la Segunda Guerra Mundial, tanto el sueco como el estonio se hablaban comúnmente en las islas nombradas. No está claro si quedan hablantes de lengua materna. Después de la independencia de Estonia luego de la disolución de la Unión Soviética, el sueco estonio experimentó un renacimiento, con cursos en el idioma que se ofrecen en Dagö y Ösel. 
Actualmente se desconoce el número de hablantes nativos, pero se supone que es bajo.

## Distribución geográfica
El sueco estonia se habla o se hablaba en las islas de Vormsi (Ormsö), Saaremaa (Ösel), Hiiumaa (Dagö) y Ruhnu (Runö), y la península (antigua isla) de Noarootsi (Nuckö), que es lo que se conoce como Aibolandia. También hay una pequeña comunidad se hablantes en Gammalsvenskby (óblast de Jersón, Ucrania), que fue llevada por unos colonos de Dagö a finales del siglo XVIII.

### Dialectos
El sueco estonio comprende una serie de subdialectos, por ejemplo, el nuckömål y rågömål. El dialecto gammalsvenska es el que se habla en Ucrania, que consiste en un dialecto arcaico del sueco estonio. Muchas palabras del alemán, ruso y estonio, entre otras cosas, también han jugado un papel importante en el trabajo de tratar de encontrar similitudes entre los dialectos.

## Escritura
El sueco de Noarootsi se escribe con las mismas letras que el sueco estándar con algunas adiciones fonéticas:
- Las vocales largas se indican con un macrón suscrito: ⟨a̱, ä̱, å̱, e̱, i̱, o̱, u̱⟩.
- Las consonantes largas se duplican: ⟨bb, dd, ...⟩.
- Las vocales róticas /d/ y /n/ se indican con un punto debajo de ⟨ḍ, ṇ⟩.
- La vibrante simple retroflexa / ɽ /, llamado "L gruesa", se indica con un punto debajo de ⟨ḷ⟩.
- La consonante fricativa postalveolar sorda / ʃ / se indica con un punto debajo de ⟨ṣ⟩.

## Descripción lingüística

### Clasificación
El sueco estonio, como el sueco, pertenece al grupo las lenguas nórdicas de la familia de las lenguas indoeuropeas.

### Fonología
Incluso en el campo de la teoría del sonido hay muchas características arcaicas; entre otros, se conservan los antiguos diptongos descendentes ai, au y öy, pero desde entonces han sido reformados y reducidos a dos. El sueco estonio también muestra ejemplos de los llamados diptongos secundarios, por ejemplo, en palabras en las que la sílaba raíz termina en una å larga como, por ejemplo: strå, gå, etc.
Varios pronombres tienen una t inicial en lugar de la d sueca, como tu por du, como resultado de un tratamiento diferente de la antigua þ al comienzo de las palabras. Además, los dialectos sueco estonios se distinguen por tener las k y g sin suavizar, los grupos de consonantes que contienen estas letras (gj-, kj-, sk-) se pronuncian tal como están escritos, incluso si gj- en algunos lugares suena como dj-.

## Ejemplos
Un ejemplo del dialecto nuckömål de la enciclopedia Nordisk familjebok lo compara con el sueco standar:
Stick tälknin i stolpan o hälvtor stolpan topa kalkan, säte Halmen o Hälma färe kalkan o ker te Nuckö toka.
Sueco estándar:
Stick täljkniven i stolpen och vält stolpen på kälken, sätt Hjälmen och Hjälma för kälken och kör till Nuckö.
Traducción al castellano:
Introduce el cuchillo para pelar en el palo y gira el palo en el trineo, pon el casco y los cascos para el trineo y conduce hasta Nuckö.